# Eveliina Heinäluoma
Eveliina Heinäluoma, född 27 februari 1988 i Helsingfors, är en finländsk politiker (Socialdemokraterna). Hon är ledamot av Finlands riksdag sedan 2019. Hon är dotter till Eero Heinäluoma som var Socialdemokraternas partiledare 2005–2008.
Eveliina Heinäluoma blev invald i riksdagsvalet 2019 med 9 465 röster från Helsingfors valkrets. Hon omvaldes i riksdagsvalet 2023 med 15 837 röster.